# Ambasadori
Ambasadori foi uma banda pop jugoslava  de Sarajevo, Bósnia e Herzegovina, ativa entre entre 1968 e 1981. A banda ficou mais conhecida por ter representado a antiga Jugoslávia em 1976 com o tema "Ne mogu skriti svoju bol" e de ter duas futuras estrelas pop na antiga Jugoslávia:  Zdravko Čolić (entre 1969 e 1971) e Hajrudin Varešanović. 
A banda foi fundada em 1968 pelo guitarrista Slobodan Vujović que foi um dos membros mais importantes e o autor das músicas da banda. A maioria da sua atividade foi participar em diversos festivais de música popular por toda a antiga Jugoslávia. Brevemente começaram a publicar singles. O seu primeiro disco saiu em 1971:  "Plačem za tvojim usnama" / "Zapjevaj" da editora Beograd Disc. 
Os Amabsasori participaram no Festival Eurovisão da Canção 1976, onde terminaram em penúltimo lugar, tendo recebido apenas 10 pontos.
Outros membros famosos da banda foram: o trompetista  Krešimir Vlašić - Keco, um dos melhores trompetistas da antiga Jugoslávia,a cantora Ismeta Dervoz (ex Kodeksi), o baterista  Perica Stojanović (ex Jutro), o organista Vlado Pravdić, o baixo Ivica Vinković, etc.